# Lista över countyn i North Dakota
Detta är en lista över de 53 countyn som finns i delstaten North Dakota i USA.

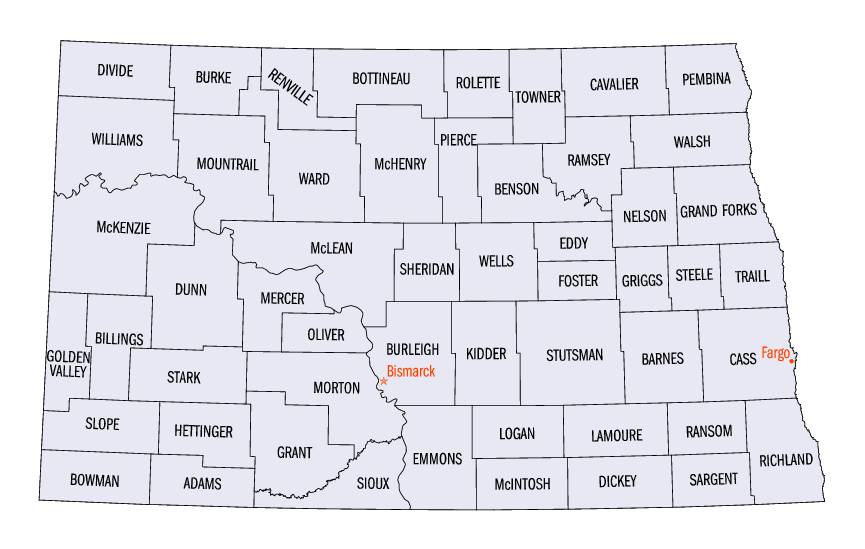
North Dakotas countyn.

| County               | Huvudort (County Seat) | Grundat |
| -------------------- | ---------------------- | ------- |
| Adams County         | Hettinger              | 1885    |
| Barnes County        | Valley City            | 1875    |
| Benson County        | Minnewaukan            | 1883    |
| Billings County      | Medora                 | 1879    |
| Bottineau County     | Bottineau              | 1873    |
| Bowman County        | Bowman                 | 1883    |
| Burke County         | Bowbells               | 1910    |
| Burleigh County      | Bismarck               | 1873    |
| Cass County          | Fargo                  | 1873    |
| Cavalier County      | Langdon                | 1873    |
| Dickey County        | Ellendale              | 1881    |
| Divide County        | Crosby                 | 1910    |
| Dunn County          | Manning                | 1883    |
| Eddy County          | New Rockford           | 1885    |
| Emmons County        | Linton                 | 1879    |
| Foster County        | Carrington             | 1873    |
| Golden Valley County | Beach                  | 1912    |
| Grand Forks County   | Grand Forks            | 1873    |
| Grant County         | Carson                 | 1916    |
| Griggs County        | Cooperstown            | 1881    |
| Hettinger County     | Mott                   | 1883    |
| Kidder County        | Steele                 | 1873    |
| LaMoure County       | LaMoure                | 1873    |
| Logan County         | Napoleon               | 1873    |
| McHenry County       | Towner                 | 1873    |
| McIntosh County      | Ashley                 | 1883    |
| McKenzie County      | Watford City           | 1905    |
| McLean County        | Washburn               | 1883    |
| Mercer County        | Stanton                | 1875    |
| Morton County        | Mandan                 | 1873    |
| Mountrail County     | Stanley                | 1873    |
| Nelson County        | Lakota                 | 1883    |
| Oliver County        | Center                 | 1885    |
| Pembina County       | Cavalier               | 1867    |
| Pierce County        | Rugby                  | 1887    |
| Ramsey County        | Devils Lake            | 1873    |
| Ransom County        | Lisbon                 | 1873    |
| Renville County      | Mohall                 | 1873    |
| Richland County      | Wahpeton               | 1873    |
| Rolette County       | Rolla                  | 1873    |
| Sargent County       | Forman                 | 1883    |
| Sheridan County      | McClusky               | 1873    |
| Sioux County         | Fort Yates             | 1915    |
| Slope County         | Amidon                 | 1915    |
| Stark County         | Dickinson              | 1879    |
| Steele County        | Finley                 | 1883    |
| Stutsman County      | Jamestown              | 1873    |
| Towner County        | Cando                  | 1883    |
| Traill County        | Hillsboro              | 1875    |
| Walsh County         | Grafton                | 1881    |
| Ward County          | Minot                  | 1888    |
| Wells County         | Fessenden              | 1873    |
| Williams County      | Williston              | 1890    |